# Space Manbow
Space Manbow es un videojuego de matamarcianos desarrollado y publicado por Konami para MSX2 en 1989. Posteriormente se reeditó para teléfonos móviles el 1 de septiembre de 2006, la Consola Virtual de Wii el 24 de noviembre de 2009, la de Wii U en 14 de febrero de 2014 y la PC como Project EGG en 28 de julio de 2015. Nunca ha sido lanzado fuera de Japón.